# Sinh thái học tập tính
Tập tính sinh học hay còn gọi là sinh thái học hành vi (Behavioral ecology) là nghiên cứu về cơ sở tiến hoá đối với hành vi (tập tính) của động vật do áp lực sinh thái. Nếu một sinh vật có một đặc điểm hỗ trợ cho nó một lợi thế chọn lọc (tức là có ý nghĩa thích ứng) trong môi trường của nó, thì quá trình chọn lọc tự nhiên có thể có lợi cho nó. Do đó, ý nghĩa thích đáng đề cập đến các phẩm chất có lợi (như tăng sức sinh và sinh sản tăng lên), bất cứ một đặc điểm biến đổi nào đã có. Như sự khác biệt di truyền giữa các cá thể có thể dẫn đến sự khác biệt về hành vi, một số trong đó có thể dẫn đến sự khác biệt về thành công sinh sản, và cuối cùng là qua các thế hệ, sự gia tăng các cá thể có những đặc điểm được phổ biến hơn, tức là sự tiến hóa. Tập tính của động vật rất phong phú, phức tạp, và có vai trò quan trọng trong cuộc sống của chúng. Nó liên quan mật thiết đến sự tồn tại và phát triển nòi giống.
Tập tính động vật cũng đem lại nhiều lợi ích cho thực vật và con người. Một số loài thụ phấn cho các loài thực vật có hoa (ví dụ ong, bướm, kiến, côn trùng). Một số côn trùng cũng sinh ra những chất rất hữu ích như mật, sáp, tơ. Nhiều côn trùng, đặc biệt là các loài bọ cánh cứng ăn xác thối, chúng ăn các xác động vật chết, các cây bị gãy mục, trả lại môi trường các dạng hữu ích cho các sinh vật khác sử dụng. Người Ai Cập cổ đại đã sùng bái những con bọ cánh cứng (bọ hung), giun phát sáng châu Âu được coi như những con vật có lợi vì chúng tiêu diệt ốc và sên là những con phá hoại mùa màng. Khi nuôi nhốt động vật, cần lưu tâm đến tập tính của chúng, tạo điều kiện môi trường sống phù hợp để chúng sống và phát triển bình thường phải tìm hiểu tập tính động vật của chúng để không làm mất cân bằng sinh thái của môi trường nuôi nhốt.

## Đại cương

### Cơ chế
Tập tính ở động vật là một chuỗi các phản ứng trả lời các kích thích của môi trường diễn ra bên trong cũng như bên ngoài cơ thể nhờ đó mà động vật có thể tồn tại và phát triển. Tập tính được thể hiện ra bằng một loạt các hoạt động phối hợp và thường dẫn tới hoạt động của một bộ phận cơ thể như ve vẩy tai, đuôi, đến mùa sinh sản các loài chim thường hót hoặc khoe lông, hoặc có sự tranh giành con cái bằng giao đấu ví dụ Màn song đấu của chim công. Đôi khi tập tính lại là những phản ứng bất động (giả chết) như phản ứng tự vệ của con bọ que. Các phản ứng tập tính đều mang tính chất thích nghi, nghĩa là làm cho cơ thể sinh vật tiếp tục tồn tại, các phản ứng này giúp con vật tránh xa các mối nguy hiểm hoặc giảm tối đa những sự đe dọa trước mắt nhờ sử dụng một loạt các phản ứng điều kiện
Phản ứng trả lời (đáp ứng) kích thích bên ngoài như việc các động vật ăn cỏ thường sống và đi kiếm ăn theo bầy đàn cũng là một cách thức phòng vệ trước những động vật ăn thịt như hổ, báo, sư tử, sói, hay như những con cò bắt cá ở chỗ nước nông những con gấu bắt cá ở các vực nước. Phản ứng trả lời kích thích bên trong là những tập tính được gây ra do sự kết hợp kích thích ngoài và kích thích trong như tập tính xã hội, tập tính bầy đàn (lối cư xử, tính nết) của loài vật là do bản năng tự nhiên của chúng và do sự di truyền. Cơ sở thần kinh của tập tính là các phản xạ. Các phản xạ thực hiện qua cung phản xạ, kích thích là những tác nhân tác động vào con vật, kích thích có thể từ bên ngoài như ánh sáng, nhiệt độ, độ ẩm, nồng độ oxi, độ pH (kích thích ngoài) tới làm con vật cảm nhận được thông qua các giác quan. Kích thích có thể từ bên trong con vật do sự thay đổi sinh lý bên trong con vật (kích thích trong).
Các tác nhân kích thích như hình ảnh, âm thanh con mồi phát ra, nhiệt độ, hơi ấm cơ thể con mồi, mùi vị, mùi máu tanh hình thành nên tập tính rình mồi, rượt đuổi mồi để tấn công và vồ mồi ảnh hướng để tập tính săn mồi của động vật. Đối với động vật có tổ chức thần kinh chưa phát triển thì là tập tính kiếm mồi và săn mồi là tập tính bẩm sinh, ví dụ như ong bắp cày ký sinh Aphidius colemani là một loài ký sinh ăn tạp, tấn công nhiều loài rệp vừng nên bất cứ loài rệp vừng nào cũng phù hợp làm con mồi đối với ong bắp cày. Đối với động vật có hệ thần kinh phát triển tập tính bắt mồi và săn mồi rất phong phú và phức tạp. Phần lớn các tập tính này được hình thành do học tập từ bố mẹ của chúng hay đồng loại hoặc do kinh nghiệm của bản thân và chúng được hoàn thiện dần để đảm bảo sự sống sót của các loài trong tự nhiên.
Cá thể luôn có sự cạnh tranh với những cá thể khác vì nguồn lực hạn chế, bao gồm thức ăn, lãnh thổ động vật và bạn tình. Mâu thuẫn sẽ xảy ra giữa những kẻ săn mồi và con mồi, giữa các đối thủ của bạn tình, giữa anh chị em, bạn tình, và thậm chí giữa cha mẹ và con cái của chúng. Giá trị của một hành vi xã hội phụ thuộc một phần vào hành vi xã hội của một kẻ hàng xóm. Ví dụ, một con đực có khả năng trở thành một con đực giống đang trở lại từ một mối đe dọa, càng có ý nghĩa một cá thể giống đực được ra khỏi mối đe dọa. Tuy nhiên, nếu một đối thủ cạnh tranh sẽ tấn công nếu bị đe doạ, thì càng có nhiều khả năng đe doạ những con đực khác. Khi một quần thể thể hiện một số hành vi tương tác xã hội như thế này, nó có thể phát triển một mô hình hành vi ổn định được gọi là chiến lược ổn định tiến hóa (ESS).

### Các nhóm
Dựa vào các đặc điểm của tập tính động vật, có thể phân biệt thành hai nhóm tập tính chính là: tập tính bẩm sinh và tập tính thứ sinh tương ứng với tập tính bản năng và tập tính học khôn. Ngoài ra còn có tập tính hỗn hợp là vừa có tập tính học tập vừa có tập tính bản năng. Một số dạng tập tính phổ biến ở động vật:
- Tập tính kiếm ăn, tập tính tích trữ
- Tập tính kiếm mồi và săn mồi
- Tập tính lẩn trốn (phản ứng chạy trốn, phản xạ bất động)
- Tập tính phát tín hiệu báo động hay còn gọi là tập tính cảnh giác (tính đa nghi).
- Tập tính thách đấu, tính hiếu chiến, tín hiệu xua đuổi, tập tính cậy đông
- Tập tính sinh sản hay còn gọi là tập tính kết đôi và hôn phối
- Tập tính ích kỷ và tập tính vị tha (ví dụ như việc tương trợ nuôi dưỡng).
- Tập tính xã hội hay tập tính sống bầy đàn (trong mỗi đàn sẽ có những cá thể thống lĩnh hay con đầu đàn, những cá thể thủ lĩnh ở thứ bậc cao.
- Tập tính thứ bậc hay tôn ti trật tự
- Tập tính di cư hay tập tính di trú (thường gặp ở chim và cá)
- Tập tính cư trú hay còn gọi là tập tính định cư (thường gặp ở phần lớn các loài vật).
- Tập tính lãnh thổ (bảo vệ vùng lãnh thổ động vật).

Tập tính bẩm sinh là những hoạt động cơ bản của cơ thể động vật mà ngay từ khi sinh ra đã có, không cần qua học hỏi, rèn luyện, mang tính bản năng, được di truyền từ bố mẹ, không thay đổi và không chịu ảnh hưởng của điều kiện và hoàn cảnh sống, chúng được quyết định bởi yếu tố di truyền, chẳng hạn như tập tính sinh sản. Tập tính bản năng (tập tính bẩm sinh nguyên thủy hay không do học tập) do nhân tố bản đồ gen, nhiễm sắc thể lập trình quyết định và thường không bị thay đổi bởi hoàn cảnh. Chẳng hạn như loài thủy tức khi có mồi chạm vào xúc tu, thủy tức sẽ tự đưa thức ăn vào miệng, hay những con đỉa sống trong nước, khi nghe có tiếng động trong nước sẽ tự động bơi lại phía đó để kiếm ăn.
Tập tính thứ sinh (tập tính học được trong đời sống): là loại tập tính được hình thành trong quá trình sống do học tập hoặc do có sự trao truyền giữa các cá thể cùng loài, ví dụ như tập tính chống lại những động vật định ăn trộm thức ăn của nó. Ở những nhóm động vật càng cao, càng tiến hóa, loại tập tính đó học được càng nhiều, do đó chúng càng dễ thích nghi với điều kiện và hoàn cảnh sống. Tập tính học khôn là kiểu hoạt động hình thành do kết quả của kinh nghiệm và có thể thay đổi bởi hoàn cảnh. Tập tính di cư ở động vật thường là tập tính thứ sinh vì chúng thường thể hiện theo bầy, đàn quy mô lớn.
Ở những động vật bậc cao chúng còn có khả năng học khôn (Văn hóa ở động vật), tự sáng tạo ra các công cụ trong quá trình kiếm ăn ví dụ như tinh tinh biết dùng dụng cụ để bắt mồi.  Phần lớn các tập tính kiếm ăn, săn mồi là các tập tính thứ sinh, hình thành trong quá trình sống, qua học tập ở bố mẹ hoặc đồng loại hoặc qua trải nghiệm của bản thân, ví dụ như hổ mẹ dạy hổ con săn mồi. Một ví khác là cách báo mẹ dạy con săn mồi, sau khi bắt được con mồi, báo mẹ làm cho con mồi yếu đi rồi cho con tập săn mồi, nếu báo được con người nuôi dưỡng từ nhỏ thì khi lớn lên được thả ra tự nhiên sẽ không có các kỹ năng săn mồi, vì thế tập tính kiếm ăn của hầu hết các động vật bậc cao là tập tính học tập.
Ngoài ra, có thể kể loại tập tính thứ ba là tập tính hỗn hợp (bao gồm cả tập tính bẩm sinh lẫn tập tính thứ sinh, như loài ong vò vẽ là một loài ong sống hoàn toàn đơn độc. Trong tập tính hôn phối, sau khi giao phối, con ong cái bắt đầu xây dựng tổ thì ở trong tổ con cái sẽ đẻ một quả trứng, sau đó, có một vài con sâu sau khi đã bị làm tê liệt, được mang đến tổ làm thức ăn cho ong con đang phát triển, cuối cùng, tổ được gắn lại và con cái bay đi để xây dựng tổ mới. Trong trình tự giao phối, làm tổ, đẻ trứng, săn mồi mang về tổ được thực hiện mà không cần phải dạy hay học từ trước, đó là tập tính bẩm sinh, còn tìm đưa sâu đưa vào tổ là tập tính thứ sinh (ong vò vẽ học được rằng sâu bị tê liệt có thể làm thức ăn cho ong con). Hoặc như ở gà con, khi chúng sinh ra chúng sẽ có thói quen mổ và nuốt những thứ trong tầm với của chúng như rơm rạ, sỏi đá, dị vật, nhưng sau khi chúng lớn lên chúng sẽ đủ nhận biết để chỉ mổ nuốt những loại thóc gạo.

## Các dạng

### Săn mồi và phòng vệ
Tập tính kiếm mồi và săn mồi: Tập tính này ở các động vật khác nhau là khác nhau. Các dạng chính là kiếm mồi đơn lẻ và kiếm mồi bầy đàn. Tập tính kiếm ăn của báo hoa mai đặc trưng cho tập tính kiếm mồi đơn lẻ. Tập tính kiếm mồi và săn mồi ở động vật phụ thuộc vào nguồn thức ăn mà chúng sử dụng. Ý nghĩa của việc kiếm mồi và săn mồi ở động vật là để tồn tại và phát triển, các động vật có nhu cầu tìm kiếm thức ăn nói chung và săn mồi nói riêng. Đây là những tập tính bảo đảm sự sống còn của các loài động vật.
Trái lại ở con mồi khi phát hiện ra kẻ thù thì có tập tính lẩn trốn, bỏ chạy hoặc tự vệ, đây là bản năng tự bảo toàn của chúng. Trong đa số trường hợp con mồi bị truy đuổi quá gần thì lập tức nó chuyển từ trạng thái trốn chạy sang tư thế tấn công. Khi gặp kẻ thù thường biểu hiện tư thế dọa nạt, thú ăn thịt thì nhe nanh, giơ vuốt, thú móng guốc thì dậm chân. Một số loài thì xù lông lên và dựng đứng người ví dụ nhím xù lông để tự vệ trước kẻ thù, các loài khỉ thường có tập tính bẻ cành ném xuống thậm chí phóng uế vào mặt kẻ thù, còn những con thỏ thì bỏ chạy khi bị tấn công, có những loài chọn những cách tự vệ như giả chết, cuộn tròn thân mình hay biến mình thành vũ khí khó nuốt, đây là tập tính tự vệ.
Ở sinh vật còn có trường hợp thay đổi ngoại hình để nó trở nên lẫn vào môi trường xung quanh gọi là ngụy trang, đây là hành vi (tập tính) của sinh vật nhằm trốn tránh khỏi khả năng quan sát của đối tượng khác, một hình thức đánh lừa ở động vật. Tập tính này có thể giúp sinh vật trốn tránh kẻ thù hoặc dễ dàng hơn trong việc săn mồi. Các động vật biển được vũ trang chu đáo, nhưng để tránh bớt xung đột, chúng chọn cách cảnh báo kẻ thù bằng màu sắc rực rỡ của cơ thể, ở sinh vật biển, những loài nguy hiểm thường có màu sắc đặc trưng như những đốm xanh dương trên nền vàng. Ngụy trang có thể là động vật hòa mình vào môi trường xung quanh.
Luôn có sự tiến hóa liên tục trong khả năng phát hiện sự trá hình và tương tự năng lực ẩn trốn cũng biến đổi luôn luôn. Ở mỗi cặp động vật săn đuổi-trốn tránh, cấp độ tiến hóa trá hình và phát hiện khác nhau. Những vạch đen trên da ngựa vằn khiến rất khó phân biệt từng cá thể làm kẻ thù khó tấn công tạo ra màu sắc gây nhiễu. Những cách thức khác là việc động vật biến hình thành thứ gì khác hấp dẫn hoặc có vẻ ngoài nguy hiểm hay còn gọi là bắt chước, một số động vật ẩn trốn làm giả chuyển động trong tự nhiên, ví dụ chiếc lá trong gió, các động vật khác gắn liền hoặc lấy những vật liệu trong tự nhiên đắp lên thân mình để tạo ra nơi ẩn náu. 

### Đánh dấu lãnh thổ
Tập tính bảo vệ vùng lãnh thổ (tập tính lãnh thổ): Mỗi con vật chiếm cứ một khu vực thuộc quyền kiểm soát của một cá thể hoặc một bầy, đàn động vật và được con vật hoặc bầy đàn đó đặc biệt bảo vệ chống lại kẻ xâm nhập một cách quyết liệt, lãnh thổ động vật là nơi thể hiện tập tính lãnh thổ của động vật và được các con vật tuần tra, bảo vệ thường xuyên. Động vật bảo vệ lãnh thổ theo cách này được gọi là tập tính lãnh thổ. Chúng đánh dấu lãnh thổ có thể bằng mùi hương, hoặc tiếng ồn ào, tiếng gầm, hú, kêu rống, la hét, luyến hót để thể hiện sự hiện diện của mình.
Tập tính cư trú: Mỗi loài có tập tính cư trú khác nhau. Tập tính cư trú ở động vật được hình thành do nhiều yếu tố như ánh sáng, nhiệt độ, độ pH, nguồn thức ăn có sẵn. Đối với những sinh vật sống dưới nước thì có loài sống ở tầng đáy, có loài sống ở vùng giữa, có loài sống ở gần mặt nước, có loài sống ở nước ngọt, có loài sống ở nước lợ, lại có loài sống ở nước mặn, cũng có loài thích ứng rộng với độ mặn, sống được ở cả nước ngọt, nước lợ, nước mặn như cá chình.
Tập tính di cư: là một tập tính rất phức tạp thể hiện trong hiện tượng di cư của một số loài chim di trú, cá di cư. Chúng thường di cư theo mùa, theo một chu kỳ nhất định trong năm. Cứ đến mùa đông, phần vì lạnh giá, phần vì thiếu thức ăn, nhiều loài chim ở phương Bắc vượt hàng ngàn, vạn cây số về phương nam ấm áp, thức ăn phong phú để sống, đến mùa xuân lại trở về phương Bắc. Những biểu hiện của di cư sinh sản là cá thể trưởng thành sống ở những vùng khác với nơi sinh sản, sự di chuyển cả đàn kèm theo sinh sản. Đến mùa sinh đẻ chúng phải di chuyển tập trung về những "bãi đẻ" nhất định. Cá chình là loài cá di cư, cá mẹ đẻ ở biển sâu, cá con sau khi nở trôi dạt vào bờ biển, cửa sông, vùng nước ngọt kiếm mồi và lớn lên. Khi trưởng thành, cá lại di cư ra biển sâu để đẻ trứng, tương tự là loài cá hồi di cư. 

### Thứ bậc, tôn ti
Tập tính thứ bậc được thể hiện qua việc mỗi bầy đều có sự phân chia thứ bậc. Tổ chức theo trật tự lệ thuộc là đặc tính của hầu hết các động vật sống thành đàn (tập tính thứ bậc). Trong một đàn sẽ có con đầu đàn thống trị các con còn lại. Con đầu đàn có ưu thế như vậy là nhờ thắng trận trong các trận đấu. Chiến đấu, cạnh tranh để bảo vệ lãnh thổ cũng là cơ hội để lựa chọn bạn tình, tạo ra một hậu cung động vật. Con cái thường lựa chọn những con đực chiếm giữ vùng lãnh thổ tốt nhất, cũng là con khỏe nhất. Kết bạn tình với những con đực như vậy có nguồn gen tốt sẽ cho những đứa con mạnh khỏe là điều kiện để duy trì và phát triển nòi giống.
Ở loài linh cẩu đốm, những con trưởng thành hơn thường xuyên ghé thăm hang để dạy dỗ con non về thứ bậc khắt khe trong xã hội của chúng. Các đàn linh cẩu đốm đều có một con cái đầu đàn và hàng loạt những con cấp dưới. Mỗi một con non phải học chính xác vị trí thích hợp của nó trong thang bậc thứ tự của đàn và tất cả mọi cá thể linh cẩu đốm khác cũng phải thích nghi. Hệ thống thứ bậc bản thân nó đã chứng minh rất sống động khi giờ ăn đến, nếu một hoặc hai con trong đàn săn mồi, các thành viên khác cùng đàn sẽ tham dự để cùng chiến đấu với con mồi, nhưng con cái đầu đàn bao giờ cũng giành phần thắng. Tuy nhiên, cũng có lúc cả đàn linh cẩu tụ họp với nhau. Bầy linh cẩu đốm thường đi dọc theo biên giới lãnh địa rồi đánh dấu bằng nước tiểu. Nếu có vụ đi săn nào xảy ra gần biên giới thì một cuộc xung đột với bầy linh cẩu láng giềng có thể nổ ra.

### Kết đôi, sinh sản
Tập tính kết đôi, hôn phối của các loài vật thường diễn ra vào mùa sinh sản. Tập tính hôn phối bắt đầu bằng độc chiếm lãnh thổ của con đực đánh đuổi tình địch, tiếp theo là sự rủ rê con cái để ghép đôi, xây tổ, đẻ con và sau hết là nuôi con. Đây luôn là một hiện tượng thú vị của thế giới động vật. Quá trình kết đôi được bắt đầu bằng các tín hiệu như âm thanh, màu sắc, mùi hương như:
- Ở côn trùng, ếch (có túi âm thanh) và chim thì các tín hiệu âm thanh đóng vai trò quan trọng trong tập tính kết đôi. Con cái chỉ trả lời lại âm thanh do con đực cùng loài phát ra.
- Tiếng hót rất quan trọng đối với chim trống khi chúng cần tìm bạn tình và răn đe những kẻ định xâm phạm lãnh thổ, bằng những giọng luyến, và những tiếng ồn ảnh hưởng tới đời sống tình dục của loài chim.
- Trong mùa sinh sản, các loài chim thường bay lượn trên không trung để khoe mẽ phần lông sặc sỡ dưới cánh và làm các động tác ve vãn hấp dẫn con cái.
- Ở một số loài động vật như chồn hôi, chồn sóc, cáo lông đỏ thì mùi hôi không những có tác dụng tự vệ hiệu quả, mà còn là một biểu hiện cá tính. Tính chất khác nhau của mùi hôi có thể là yếu tố quyết định để tìm kiếm bạn đời.

Tập tính sinh sản và tập tính chăm sóc con: Phần lớn các tập tính sinh sản là tập tính bẩm sinh, mang tính bản năng. Thường khởi đầu là do một kích thích của môi trường ngoài như thời tiết (nhiệt độ, độ ẩm), ánh sáng, âm thanh tác động vào các giác quan hay do kích thích của môi trường bên trong do tác động của hoocmon sinh dục gây nên hiện tượng chín sinh dục và chuẩn bị cho sự sinh sản, được thể hiện bằng các hành động ve vãn, khoe mẽ, tỏ tình, xây tổ, ấp trứng, chăm sóc, bảo vệ con non, chẳng hạn như: 
- Chim chào mào (chim đầu rìu) cũng có khả năng tiết ra mùi hôi. Khả năng này bình thường được giữ kín, nhưng đến lúc sinh đẻ, nhằm giúp cho con cái ra đời bình an, chim mẹ đã thông qua tuyến hôi ở đuôi tiết ra một dịch lỏng màu nâu đen có mùi khó ngửi. Trong một khoảng thời gian, tổ chim có mùi khó thở. Dù rằng có một số động vật chuyên ăn trộm trứng chim, nhưng khi đối mặt với hoàn cảnh tồi tệ như vậy cũng phải rút lui.
- Có một số loài chim không tự ấp trứng mà luôn có tập tính đẻ trứng "trộm" vào ổ các chim khác để nhờ ấp hộ. Các chim được "gửi trứng ấp" cũng không hề hay biết, đây gọi là ký sinh nuôi dưỡng.
- Chim chích có thể ấp nhầm trứng tu hú to hơn trứng của nó và khi trứng tu hú nở nó vẫn mớm mồi cho chim tu hú non, mặc dù con này đẩy cả trứng của chim chích ra ngoài tổ, tập tính này gọi là "Tập tính nhầm".
- Ở một số loài côn trùng như kiến và ong, mối thì hầu hết các cá thể đều không sinh sản mà dành toàn bộ sức lực để nuôi nấng bảo vệ thế hệ con của những cá thể khác (của ong chúa, kiến chúa, mối chúa).
- Đối với bọ xít loài được mệnh danh là "Hoàng hậu hôi", miệng tuyến hôi của nó nằm ở bụng, bình thường dùng để phòng chống kẻ địch. Khi chúng sinh con thì mùi hôi này có thể hình thành một "vòng hôi" xung quanh ấu trùng, như một bức tường bảo vệ con cái khỏi sự xâm hại của kẻ thù.